# Jove

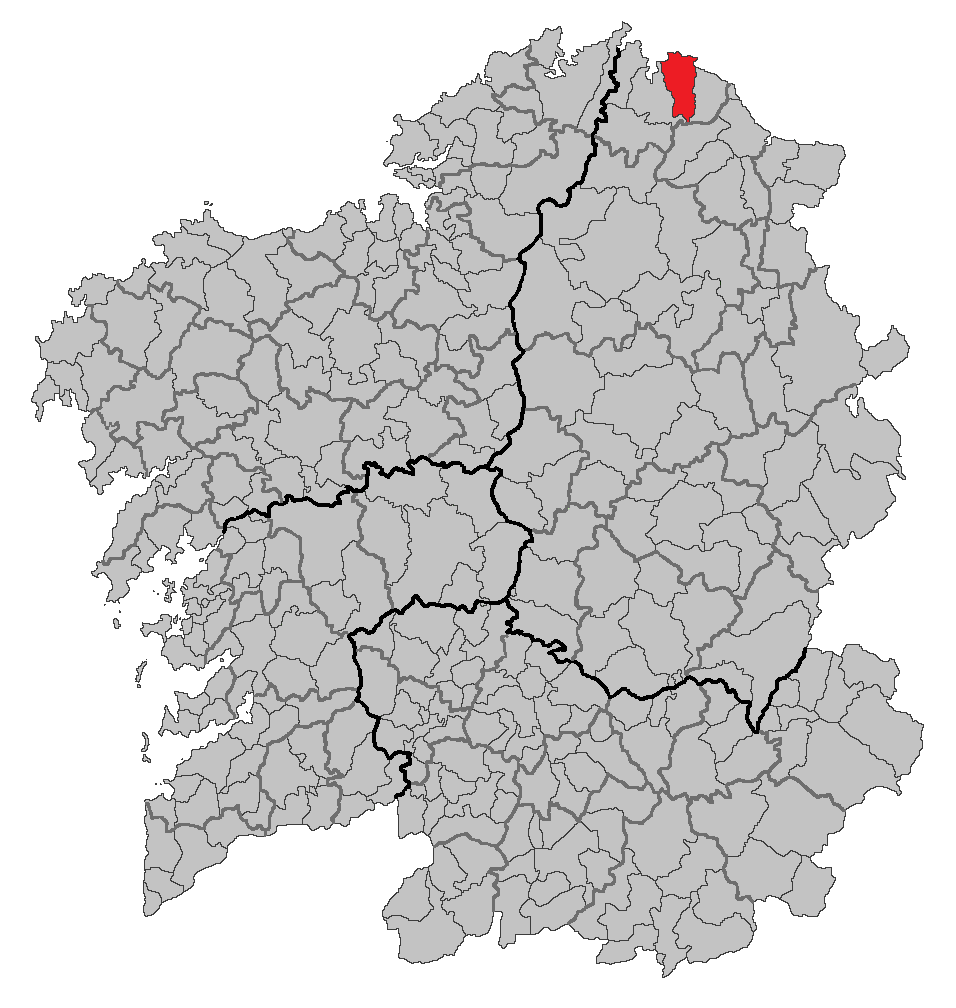
Localização de Xove

Jove (em galego, Xove; em espanhol, Jove) é um município da Espanha na província de Lugo, comunidade autónoma da Galiza, de área 89,1 km² com população de 3602 habitantes (2007) e densidade populacional de 40,27 hab/km².

## Demografia
| Variação demográfica do município entre 1991 e 2004 | Variação demográfica do município entre 1991 e 2004 | Variação demográfica do município entre 1991 e 2004 | Variação demográfica do município entre 1991 e 2004 |
| --------------------------------------------------- | --------------------------------------------------- | --------------------------------------------------- | --------------------------------------------------- |
| 1991                                                | 1996                                                | 2001                                                | 2004                                                |
| 3539                                                | 3613                                                | 3547                                                | 3603                                                |